# Embalenhle
Embalenhle est un Township de la ville de Secunda, dans la province de Mpumalanga en Afrique du Sud.